# Asentamiento Occidental
El Asentamiento Occidental (en nórdico antiguo: Vestribyggð) fue un grupo de granjas y comunidades establecidas por vikingos desde Islandia hacia el año 985 en la Groenlandia medieval. A pesar de su nombre, el asentamiento occidental estaba más al norte que al oeste de su compañero y se encuentra a la cabeza del fiordo Nuup Kangerlua (interior de Nuuk, Godthab, la actual capital de Groenlandia).
En su apogeo, el asentamiento occidental probablemente tenía unos 1000 habitantes, alrededor de una cuarta parte del tamaño del asentamiento oriental, debido a su corta temporada de crecimiento. La mayor de las granjas del asentamiento occidental fue Sandnæs. Las ruinas de casi 95 granjas han sido encontradas en el asentamiento occidental.
Fue desde el asentamiento occidental donde Thorfinn Karlsefni partió hacia Vinland.
Durante la visita de Ívar Bárðarson a Groenlandia (c. 1341), escribió que por entonces el asentamiento estaba ya entonces en poder de skrælings; pero había caballos, cabras, vacas y ovejas, como especies asilvestradas. No encontró escandinavos, cristianos o paganos.